# Дрізд ямайський
Дрізд ямайський (Turdus aurantius) — вид горобцеподібних птахів родини дроздових (Turdidae). Ендемік Ямайки.

## Опис
Довжина птаха становить 24-26 см, вага 82 г. Верхня частина тіла темно-коричнева, блискуча, нижня частина тіла сіра. Крила мають білі края. Дзьоб і лапи оранжеві.

## Поширення і екологія
Ямайські дрозди мешкають у вологих рівнинних і гірських тропічних лісах, на полях, пасовищах і плантаціях. Зустрічаються на висоті до 1800 м над рівнем моря. Живляться комахами, равликами, іншими дрібними безхребетними, плодами і ягодами. Сезон розмноження триває в травні-серпні, за сезон може вилупитися два виводки.